# Ballinteer
Ballinteer (forma anglicizzata) o Baile an tSaoir (in irlandese) è un sobborgo meridionale della città di Dublino, posto a circa 10 km dal centro cittadino e appartenente alla contea di Dún Laoghaire-Rathdown (Leinster).